# Beta-Verteilung

Beta-Verteilung für verschiedene Parameterwerte

Kumulative Verteilungsfunktion für verschiedene Parameterwerte

Die Beta-Verteilung ist eine Familie stetiger Wahrscheinlichkeitsverteilungen über dem Intervall {\displaystyle (0,1)}, parametrisiert durch zwei Parameter, die häufig als p und q – oder auch als α und β – bezeichnet werden. In der bayesschen Statistik ist die Beta-Verteilung die konjugierte a-priori-Wahrscheinlichkeitsverteilung für die Bernoulli-, Binomial-, der negativen Binomial- und der geometrischen Verteilung.

## Definition
Die Beta-Verteilung {\displaystyle \operatorname {Beta} (p,q)} ist definiert durch die Wahrscheinlichkeitsdichte
{\displaystyle f(x)={\frac {1}{\mathrm {B} (p,q)}}x^{p-1}(1-x)^{q-1}.}
Außerhalb des Intervalls {\displaystyle (0,1)} wird sie durch {\displaystyle f(x)=0} fortgesetzt. Für {\displaystyle p,q\geq 1} lässt sich {\displaystyle (0,1)} durch {\displaystyle [0,1]} ersetzen. Die Beta-Verteilung besitzt die reellen Parameter {\displaystyle p} und {\displaystyle q} (in den nebenstehenden Grafiken {\displaystyle \alpha } und {\displaystyle \beta }). Um ihre Normierbarkeit zu garantieren, wird {\displaystyle p,q>0} (bzw. {\displaystyle \alpha ,\beta >0}) gefordert.
Der Vorfaktor {\displaystyle 1/\mathrm {B} (p,q)} dient der Normierung. Der Ausdruck
{\displaystyle \mathrm {B} (p,q)={\frac {\Gamma (p)\Gamma (q)}{\Gamma (p+q)}}=\int _{0}^{1}u^{p-1}(1-u)^{q-1}\,\mathrm {d} u}
steht für die Betafunktion, nach der die Verteilung benannt ist. Dabei bezeichnet {\displaystyle \Gamma } die Gammafunktion.
Die Verteilungsfunktion ist entsprechend
{\displaystyle F(x)={\begin{cases}0&{\text{falls}}\;x\leq 0,\\I_{x}(p,q)&{\text{falls}}\;0<x\leq 1,\\1&{\text{falls}}\;x>1\\\end{cases}}}
mit
{\displaystyle I_{x}(p,q):={\frac {1}{\mathrm {B} (p,q)}}\int _{0}^{x}u^{p-1}(1-u)^{q-1}\mathrm {d} u.}
Die Funktion {\displaystyle I_{x}(p,q)} heißt
auch regularisierte unvollständige Betafunktion.

## Eigenschaften

### Erwartungswert
Der Erwartungswert berechnet sich zu
{\displaystyle \operatorname {E} (X)={\frac {p}{p+q}}}.

### Modus
Der Modus, also die Maximalstelle der Dichtefunktion {\displaystyle f}, ist für {\displaystyle p>1}, {\displaystyle q>1}
{\displaystyle \left(1+{\frac {q-1}{p-1}}\right)^{-1}={\frac {p-1}{p+q-2}}}.

### Varianz
Die Varianz ergibt sich zu
{\displaystyle \operatorname {Var} (X)={\frac {pq}{(p+q+1)(p+q)^{2}}}}.

### Standardabweichung
Für die Standardabweichung ergibt sich
{\displaystyle \sigma ={\sqrt {\frac {pq}{(p+q+1)(p+q)^{2}}}}}.

### Variationskoeffizient
Aus Erwartungswert und Varianz erhält man unmittelbar den Variationskoeffizienten
{\displaystyle \operatorname {VarK} (X)={\sqrt {\frac {q}{p(p+q+1)}}}}.

### Schiefe
Die Schiefe ergibt sich zu
{\displaystyle \operatorname {v} (X)={\frac {2(q-p){\sqrt {p+q+1}}}{(p+q+2){\sqrt {pq}}}}}.

### Höhere Momente
Aus der momenterzeugenden Funktion ergibt sich für die k-ten Momente
{\displaystyle \operatorname {E} (X^{k})=\prod _{r=0}^{k-1}{\frac {p+r}{p+q+r}}}.

### Symmetrie
Die Beta-Verteilung ist für {\displaystyle p=q} symmetrisch um {\displaystyle x={\frac {1}{2}}} mit der Schiefe {\displaystyle \operatorname {v} (X)=0}.

### Momenterzeugende Funktion
Die momenterzeugende Funktion einer betaverteilten Zufallsgröße lautet
{\displaystyle M_{X}(t)=1+\sum _{n=1}^{\infty }\left(\prod _{k=0}^{n-1}{\frac {p+k}{p+q+k}}\right){\frac {t^{n}}{n!}}}.
Mit der hypergeometrischen Funktion {\displaystyle _{1}F_{1}} erhält man die Darstellung
{\displaystyle M_{X}(t)={}_{1}F_{1}(p;q;t)}.

### Charakteristische Funktion
Analog zur momenterzeugenden Funktion erhält man die charakteristische Funktion
{\displaystyle \varphi _{X}(t)={}_{1}F_{1}(p;q;it)}.

## Beziehungen zu anderen Verteilungen

### Spezialfälle
- Für {\displaystyle p=q=1} ergibt sich als Spezialfall die stetige Gleichverteilung.
- Für {\displaystyle p=q={\frac {1}{2}}} ergibt sich als Spezialfall die Arcsin-Verteilung.

### Grenzfälle
- Für {\displaystyle p\rightarrow 0} und konstantes {\displaystyle q} geht die Beta-Verteilung in eine Bernoulli-Verteilung {\displaystyle \operatorname {Ber} \left(0\right)} über (eine entsprechende Zufallsgröße hat dann fast sicher den Wert null). Dasselbe gilt für {\displaystyle q\rightarrow \infty } bei konstantem {\displaystyle p}.
- Für {\displaystyle q\rightarrow 0} und konstantes {\displaystyle p} geht die Beta-Verteilung in eine Bernoulli-Verteilung {\displaystyle \operatorname {Ber} \left(1\right)} über (eine entsprechende Zufallsgröße hat dann fast sicher den Wert eins). Dasselbe gilt für {\displaystyle p\rightarrow \infty } bei konstantem {\displaystyle q}.

Beides sieht man leicht durch entsprechende Grenzwertbildungen der Formeln für Erwartungswert und Varianz: Der Erwartungswert geht gegen null bzw. eins, die Varianz beide Male gegen null.

### Beziehung zur Gammaverteilung
Wenn {\displaystyle X\sim \gamma (p_{1},b)} und {\displaystyle Y\sim \gamma (p_{2},b)} unabhängige gammaverteilte Zufallsvariablen sind mit den Parametern {\displaystyle p_{1},b} bzw. {\displaystyle p_{2},b}, dann ist die Größe {\displaystyle {\tfrac {X}{X+Y}}} betaverteilt mit Parametern {\displaystyle p_{1}} und {\displaystyle p_{2}}, kurz
{\displaystyle \operatorname {Beta} (p_{1},p_{2})\sim {\frac {\gamma (p_{1},b)}{\gamma (p_{1},b)+\gamma (p_{2},b)}}.}

### Beziehung zur stetigen Gleichverteilung
Sind {\displaystyle X_{1},X_{2},\dotsc ,X_{n}} unabhängige auf {\displaystyle [0,1]} stetig gleich verteilte Zufallsvariable, dann sind die Ordnungsstatistiken {\displaystyle X_{(1)},X_{(2)},\dotsc ,X_{(n)}} betaverteilt. Genauer gilt
{\displaystyle X_{(k)}\sim \operatorname {Beta} (k,n-k+1)}
für {\displaystyle k=1,\dotsc ,n}.

### Mischverteilungen
Eine Binomialverteilung, deren Parameter {\displaystyle p} betaverteilt ist, nennt man Beta-Binomialverteilung. Dies ist ein spezieller Fall einer Mischverteilung.

## Beispiel
Die Beta-Verteilung kann aus zwei Gammaverteilungen bestimmt werden: Der Quotient {\displaystyle X=U/(U+V)} aus den stochastisch unabhängigen Zufallsvariablen {\displaystyle U} und {\displaystyle V}, die beide gammaverteilt sind mit den Parametern {\displaystyle b} und {\displaystyle p_{u}} bzw. {\displaystyle p_{v}}, ist betaverteilt mit den Parametern {\displaystyle p_{u}} und {\displaystyle p_{v}}. {\displaystyle U} und {\displaystyle V} lassen sich als Chi-Quadrat-Verteilungen mit {\displaystyle 2p_{u}} bzw. {\displaystyle 2p_{v}} Freiheitsgraden interpretieren.
Mit Hilfe der linearen Regression wird eine geschätzte Regressionsgerade {\displaystyle {\hat {y}}={\hat {\beta }}_{0}+{\hat {\beta }}_{1}x_{i}} durch eine „Punktwolke“ mit {\displaystyle n} Wertepaaren {\displaystyle \{x_{i};y_{i}\}_{i=1,\dots ,n}} zweier statistischer Merkmale {\displaystyle X} und {\displaystyle Y} gelegt, und zwar so, dass die Quadratsumme der senkrechten Abstände der {\displaystyle y_{i}}-Werte von der Geraden {\displaystyle {\hat {y}}_{i}} minimiert wird.
Die Streuung der Schätzwerte {\displaystyle {\hat {y}}_{i}} um ihren Mittelwert {\displaystyle {\overline {\hat {y}}}={\overline {y}}} kann durch {\displaystyle \textstyle {\text{SSE}}\equiv \sum \nolimits _{i=1}^{n}({\hat {y}}_{i}-{\overline {y}})^{2}} gemessen werden und die Streuung der Messwerte {\displaystyle y_{i}} um ihren Mittelwert kann durch {\displaystyle \textstyle {\text{SST}}\equiv \sum \nolimits _{i=1}^{n}(y_{i}-{\overline {y}})^{2}} gemessen werden. Erstere stellt die „(durch die Regression) erklärte Quadratsumme“ (sum of squares explained, kurz: SSE) und letztere stellt die „totale Quadratsumme“ (sum of squares total, kurz: SST) dar. Der Quotient dieser beiden Größen ist das Bestimmtheitsmaß:
{\displaystyle {\mathit {R}}^{2}\equiv {\frac {\text{SSE}}{\text{SST}}}}.
Die „(durch die Regression) nicht erklärte Quadratsumme“ bzw. die „Residuenquadratsumme“ (residual sum of squares, kurz SSR) ist durch {\displaystyle \textstyle {\text{SSR}}\equiv \sum \nolimits _{i=1}^{n}(y_{i}-{\hat {y}}_{i})^{2}} gegeben. Durch die Quadratsummenzerlegung {\displaystyle {\text{TSS}}={\text{ESS}}+{\text{RSS}}} lässt sich das Bestimmtheitsmaß auch darstellen als
{\displaystyle {\mathit {R}}^{2}={\frac {\text{SSE}}{{\text{SSE}}+{\text{SSR}}}}}.
Es ist also betaverteilt. Da das Bestimmtheitsmaß das Quadrat des Korrelationskoeffizienten von {\displaystyle x} und {\displaystyle y} darstellt ({\displaystyle R^{2}=r^{2}}), ist auch das Quadrat des Korrelationskoeffizienten betaverteilt. Allerdings kann die Verteilung des Bestimmtheitsmaßes beim globalen F-Test durch die F-Verteilung angegeben werden, die tabelliert vorliegt.

## Verallgemeinerung: Beta-Verteilung auf (a,b)

### Definition
Die allgemeine Beta-Verteilung ist definiert durch die Wahrscheinlichkeitsdichte
{\displaystyle f(x)={\frac {1}{B(a,b,p,q)}}(x-a)^{p-1}(b-x)^{q-1},}
wobei {\displaystyle a} und {\displaystyle b} die obere und untere Grenze des Intervalls sind. Entsprechend ergibt sich die Berechnung von {\displaystyle B} zu
{\displaystyle B(a,b,p,q)=\int _{a}^{b}(u-a)^{p-1}(b-u)^{q-1}\mathrm {d} u={\frac {\Gamma (p)\Gamma (q)}{\Gamma (p+q)}}(b-a)^{p+q-1}.}

### Eigenschaften
Ist {\displaystyle X} betaverteilt auf dem Intervall {\displaystyle (0,1)} mit Parametern {\displaystyle p}, {\displaystyle q}, dann ist
{\displaystyle Y=(b-a)X+a}
betaverteilt auf dem Intervall {\displaystyle (a,b)} mit den gleichen Parametern {\displaystyle p}, {\displaystyle q}. Ist umgekehrt {\displaystyle Y} betaverteilt auf {\displaystyle (a,b)}, dann ist
{\displaystyle X={\frac {Y-a}{b-a}}}
betaverteilt auf {\displaystyle (0,1)}.

### Beispiel
Im Dreieckstest werden drei Proben im gleichseitigen Dreieck angeordnet, wobei eine Ecke des gedachten Dreiecks nach oben zeigt. Zwei der drei Proben gehören zum Produkt A und eine Probe gehört zum Produkt B oder umgekehrt. Die Aufgabe des Probanden besteht nun darin, dasjenige Produkt zu finden, das nur einmal vorkommt. Die Wahrscheinlichkeit durch bloßes Raten die richtige Antwort zu geben beträgt {\displaystyle {\tfrac {1}{3}}}.

Verteilung der Erfolgswahrscheinlichkeiten einer Stichprobe im Dreieckstest (schwarze Linie) bei einer Rate-Erfolgswahrscheinlichkeit von (blaue Linie)

Die Erfolgswahrscheinlichkeiten variieren je nach sensorischen Fähigkeiten. Unter der Annahme, dass kein Proband absichtlich eine falsche Antwort gibt, liegt die Erfolgswahrscheinlichkeit bei niemandem unter {\displaystyle {\tfrac {1}{3}}}. Bei Feinschmeckern oder großen Geschmacksunterschieden kann diese theoretisch bis auf 100 % ansteigen. Im Folgenden wird für beliebige Rate-Erfolgswahrscheinlichkeiten {\displaystyle c} mit {\displaystyle 0<c<1} die Beta-Verteilung auf {\displaystyle (c,1)} hergeleitet. Aus den eben genannten Gründen modelliert diese Wahrscheinlichkeitsdichte die Erfolgswahrscheinlichkeiten der Probanden realistischer als eine Beta-Verteilung auf {\displaystyle (0,1)}.
Die Erfolgswahrscheinlichkeiten {\displaystyle \pi _{i}} der einzelnen Probanden {\displaystyle i=1,\dots ,n} seien zunächst betaverteilt auf {\displaystyle (0,1)} mit Parametern {\displaystyle \alpha } und {\displaystyle \beta }. Die korrigierten Erfolgswahrscheinlichkeiten auf {\displaystyle (c,1)} ergeben sich aus
{\displaystyle p_{i}=c+(1-c)\pi _{i}}. Die Wahrscheinlichkeitsdichte von {\displaystyle p_{i}} lässt sich über den Transformationssatz für Dichten bestimmen. Die Beta-Verteilung von {\displaystyle \pi _{i}} hat eine positive Dichte im Intervall {\displaystyle (0,1)}. Die Transformation {\displaystyle u\colon (0,1)\rightarrow (c,1)} mit {\displaystyle u(\pi )=c+(1-c)\pi =p} ist ein Diffeomorphismus. Daraus erhält man die Umkehrfunktion {\displaystyle u^{-1}(p)={\frac {p-c}{1-c}}}. Für die gesuchte Dichtefunktion von {\displaystyle p} erhält man
{\displaystyle f_{p}(p)=f_{\pi }(u^{-1}(p))\left|{\frac {\partial }{\partial p}}u^{-1}(p)\right|=f_{\pi }\left({\frac {p-c}{1-c}}\right)\left|{\frac {1}{1-c}}\right|={\frac {1}{1-c}}f_{\pi }\left({\frac {p-c}{1-c}}|\alpha ,\beta \right)}.
Diese Wahrscheinlichkeitsdichte von {\displaystyle p} auf {\displaystyle (c,1)} wird in Abhängigkeit von der Wahrscheinlichkeitsdichte von {\displaystyle \pi } auf {\displaystyle (0,1)} dargestellt. In der nebenstehenden Grafik ist beispielhaft eine Beta-Verteilung auf {\displaystyle ({\tfrac {1}{3}},1)} mit Parametern {\displaystyle \alpha =0{,}5} und {\displaystyle \beta =4} eingezeichnet. Der Erwartungswert beträgt {\displaystyle 40{,}7\,\%}. Die durchschnittliche Erfolgswahrscheinlichkeit liegt damit {\displaystyle 7{,}4\,\%} über der Rate-Erfolgswahrscheinlichkeit von {\displaystyle 33{,}3\,\%}.